# Ostland-Studien deutscher Maler
Ostland-Studien deutscher Maler war eine deutsche Kunstausstellung im besetzten Riga vom 4. bis zum 19. März 1944.

## Geschichte
Im Herbst 1943 wurden vom Reichsministerium für die besetzten Ostgebiete, dem Reichskommissariat für das Ostland und der Großen Gilde im Ostland eine Ausstellung geplant, in der deutsche und baltendeutsche Maler und Grafiker die Schönheit der Landschaft in den besetzten Ostgebieten darstellen sollten.  Dazu wurden einige Maler wie Johannes Niemeyer, Willy Ahlers und wohl auch Hans List zu Malreisen durch diese Gebiete geschickt, um ihre Eindrücke künstlerisch festzuhalten.
Die Ausstellung fand vom 4. bis zum 19. März 1944 im Städtischen Kunstmuseum statt, unter der Schirmherrschaft der Großen Gilde und ihres Präsidenten Dr. Walter Zimmermann, der auch Pressechef des Reichskommissariats Ostland war. Die inhaltliche Leitung hatten Dr. Hans Schröder, Direktor des Lübecker Kunstmuseums, der sich zeitweise auch in Riga aufhielt, sowie die Maler Hans List und Albert Hennig.
Es wurden Kunstwerke gezeigt, die ausschließlich alltägliches Leben und Landschaften in diesen Gebieten darstellten, ohne jeden propagandistischen oder rassistischen Einfluss.
Da die Rote Armee schon recht nahe rückte, wurde auf eine längere Ausstellungsdauer verzichtet.
Es war geplant, die Ausstellung auch im westlichen Deutschland zu zeigen, dazu kam es aber  nicht mehr.
In den letzten Jahren wurde die Aufmerksamkeit lettischer und deutscher Kunsthistoriker wiederholt auf diese Ausstellung gelenkt, vor allem im Zusammenhang mit der Erforschung von Biographien und Werk einiger der beteiligten Künstler, wie Johannes Niemeyer.

## Beteiligte Künstler
An der Ausstellung mit insgesamt 189 Zeichnungen, Aquarellen und Gemälden waren beteiligt
- Will(y) Ahlers, Bad Schwartau
- Wilhelm M. Busch
- Bodo von Campenhausen, Berlin
- Albert Hennig, Berlin
- Hans List, Berlin
- Franz Martin Lünstroth, Berlin
- Johannes Niemeyer, Berlin
- Rudolf Neumann-Overholthaus
- Axel Sponholz, Köln
- Siegward Sprotte, Potsdam